# Maison dite de l'Arbre de Jessé
La maison dite de l'Arbre de Jessé est un édifice situé dans la ville de Joigny, dans l'Yonne en région Bourgogne-Franche-Comté.

## Histoire
Le siècle de la campagne de construction est le XVIe siècle.
La façade et la toiture sont classées au titre des monuments historiques par arrêté du 15 février 1926.